# Repülőgép-anyahajó

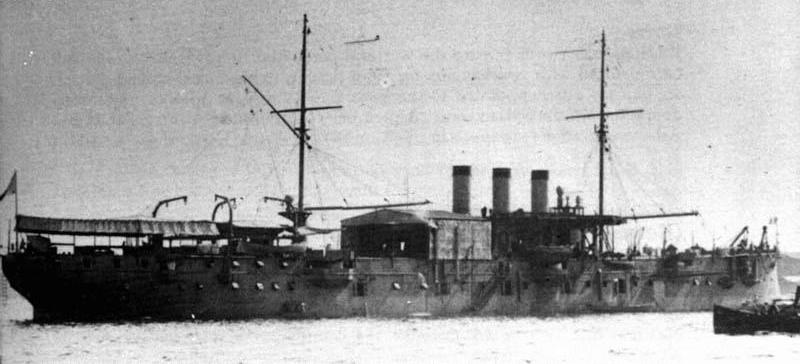
A 6100 tonnás francia Le Foudre repülőgép-anyahajó 1912-ből

A repülőgép-anyahajó eredetileg hidroplánok szállítására alkalmas hajótípus volt a 20. század első felében. A hidroplánokat a hajón szállították és javították. Mivel a hajó leszállófedélzettel nem rendelkezett, így a hidroplánokat daruval emelték le a hajó fedélzetéről a vízre és onnan emelkedtek a levegőbe. A hidroplánok a küldetésük után a vízre szálltak le és onnan a hajóra daruval emelték fel. A hidroplánokat a hajó fedélzetén lévő hangárban tárolták.
Az első repülőgép-anyahajók csak pár darab hidroplánt voltak képesek szállítani, a későbbi típusok már 30-40 darabot is szállítottak. Az oroszok a forradalom éveiben folyami repülőgép-anyahajókat is alkalmaztak, melyeket uszályokból alakítottak át. Az uszályokat egy vontatógőzős húzta, melyre pár ágyút felszereltek.
Ez a hajótípus 1912 és 1947 között szolgált különböző országok haditengerészeteinél, így például az Egyesült Királyság, Németország, Japán, Oroszország és az USA haditengerészeténél.
A repülőgép-anyahajó kifejezést a második világháború óta, az eredeti anyahajók elavulása után, mind a köznyelvben, mind a katonai nyelvben használják, alapvetően helytelenül a repülőgép-hordozók megnevezésére is.

A 9900 tonnás spanyol Dédalo repülőgép-anyahajót 1922-es állapotában ábrázoló rajz.

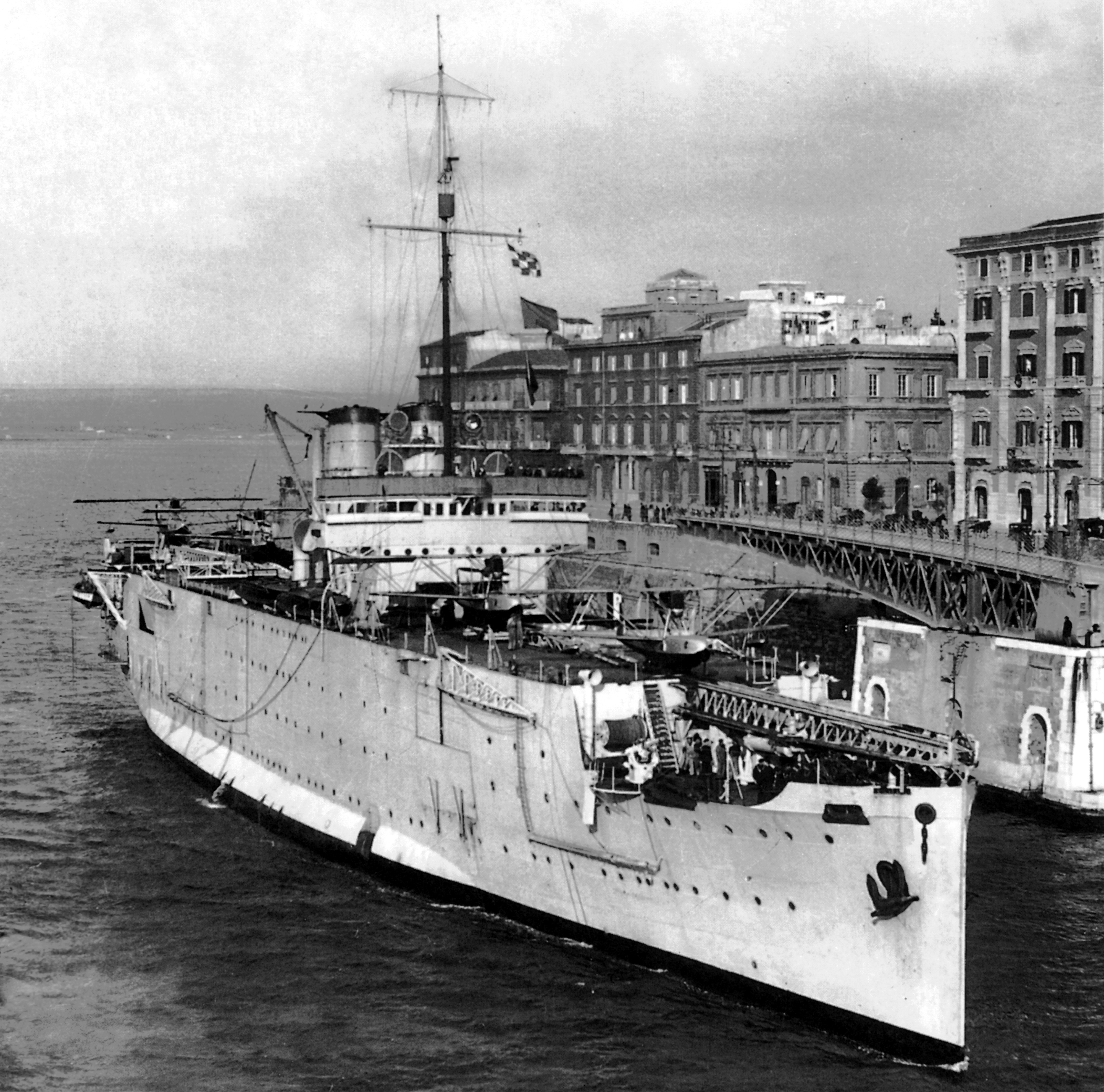
Az 5400 tonnás olasz Giuseppe Miraglia repülőgép-anyahajó a tarantoi flottabázison.

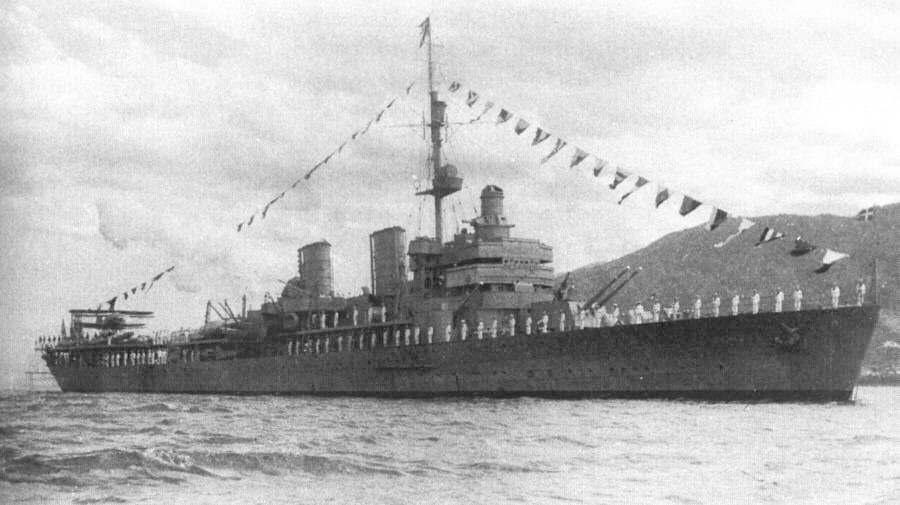
A 4600 tonnás svéd HSwMS Gotland hibrid repülőgép-anyahajó-cirkáló.

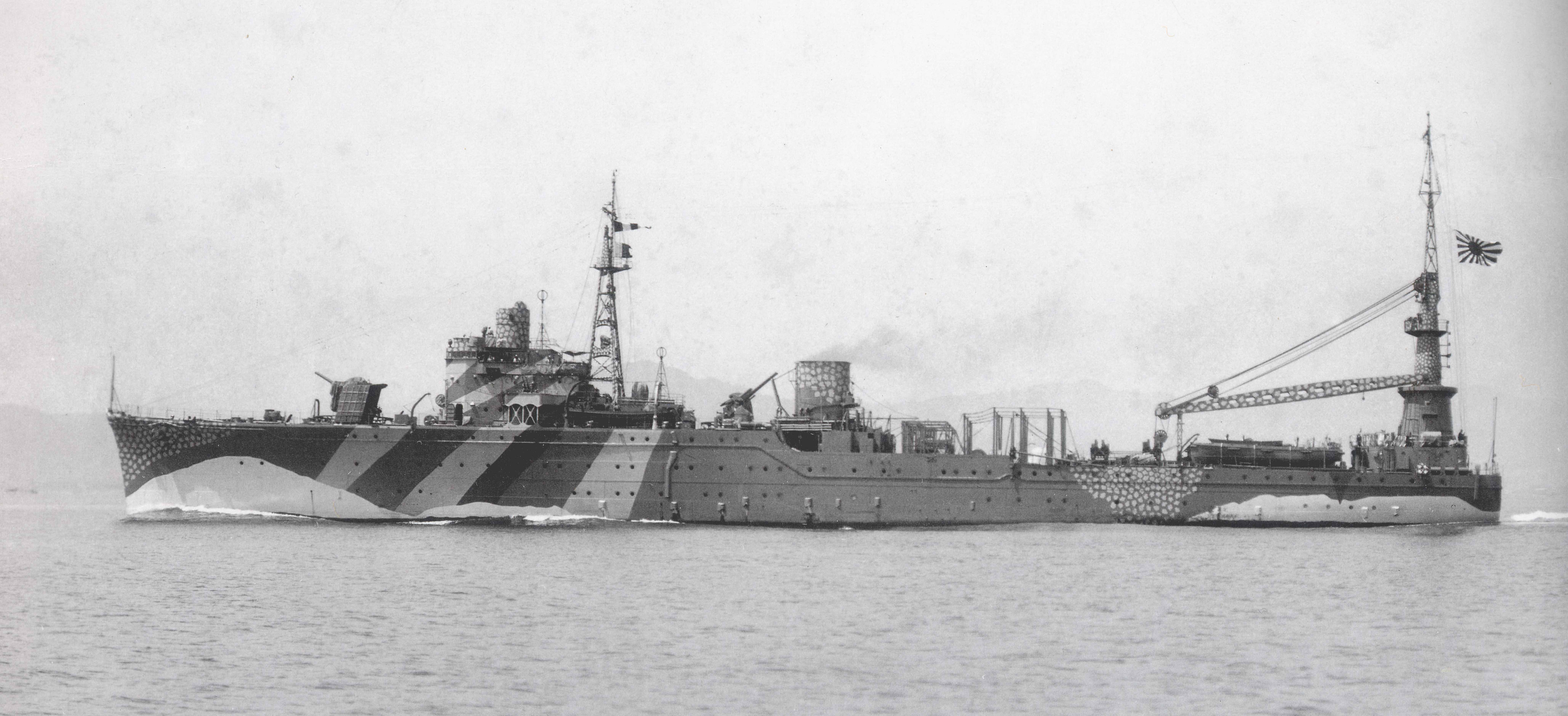
A 4650 tonnás japán Akitushima repülőgép-anyahajó.

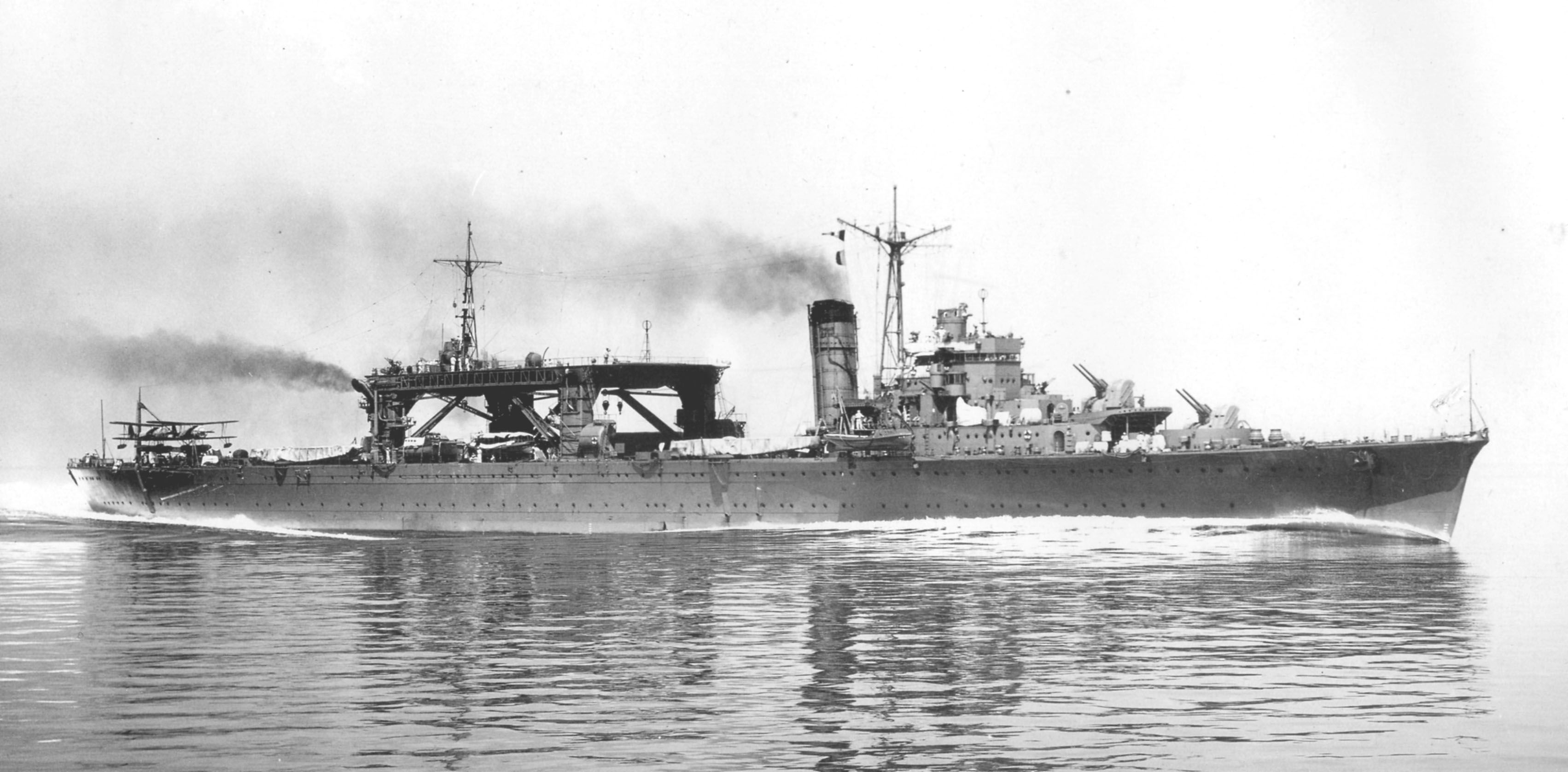
A 11 200 tonnás japán Chitose repülőgép-anyahajó. A második világháború során könnyű repülőgép-hordozóvá építették át.

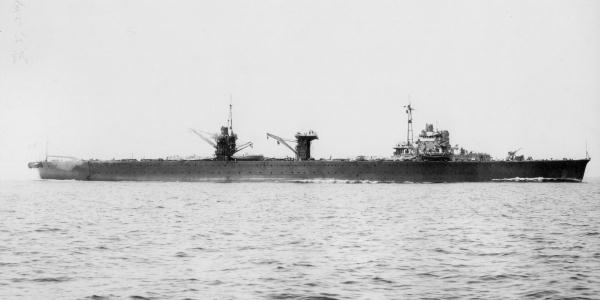
A 10 930 tonnás japán Mizuho repülőgép-anyahajó 1940-ben.

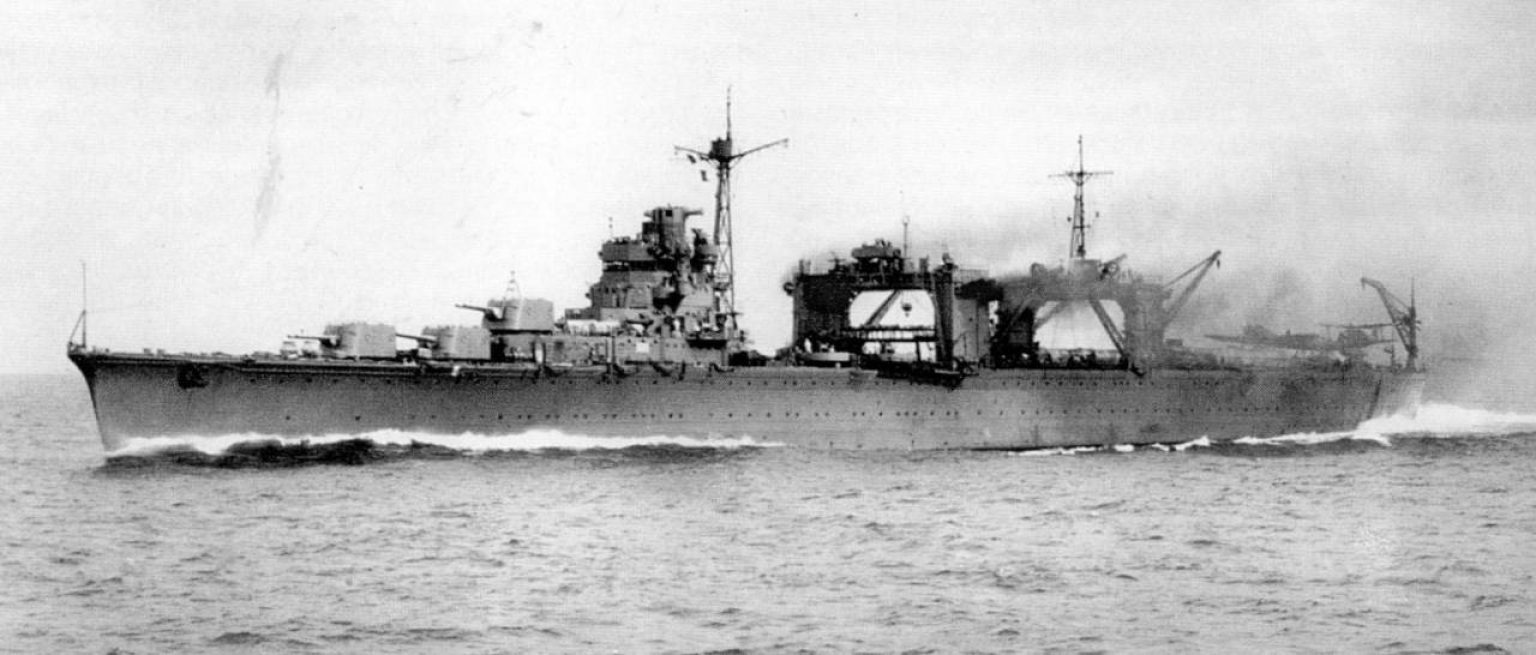
A 11 499 tonnás japán Nisshin repülőgép-anyahajó 1942-ben.

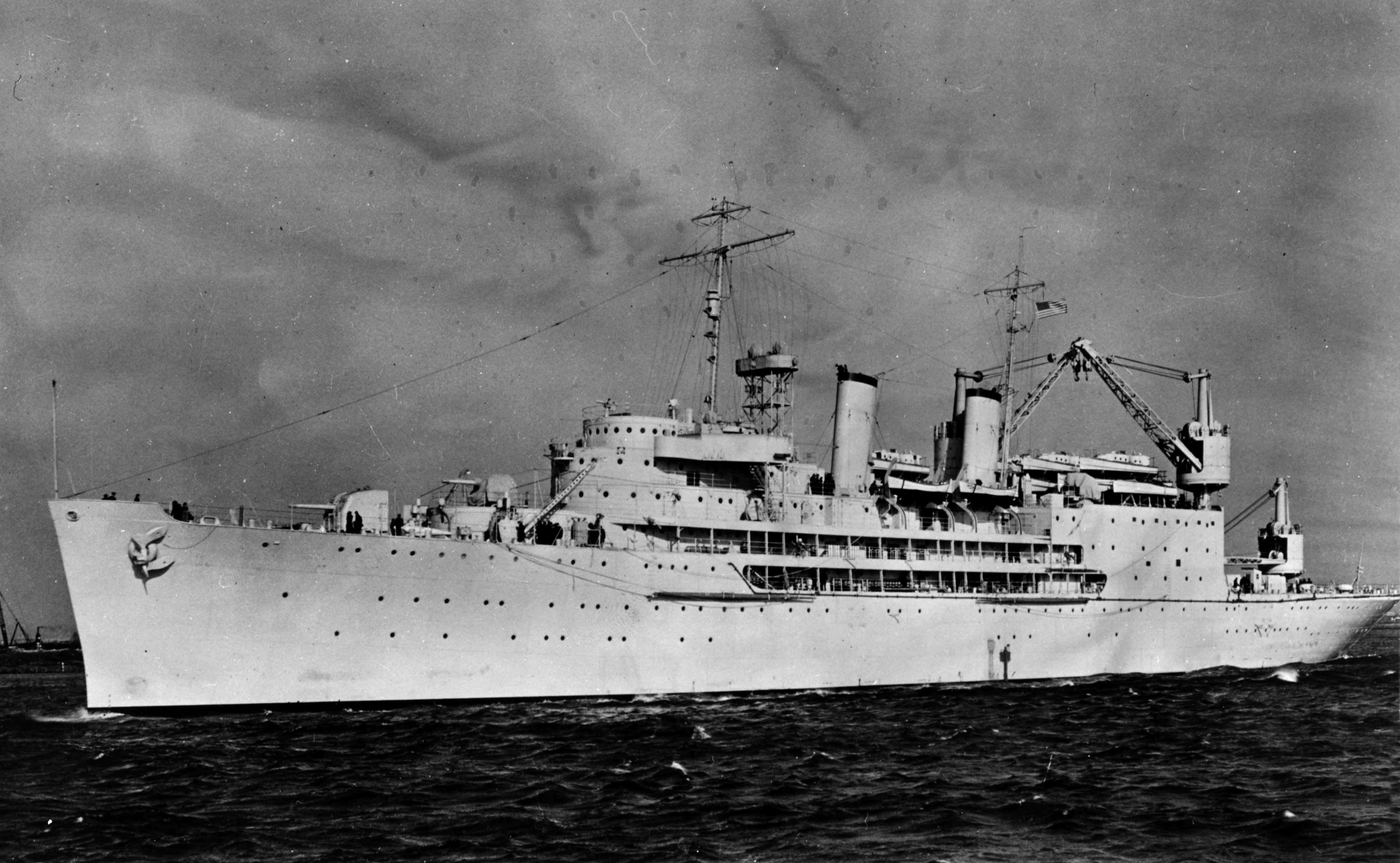
A 8671 tonnás amerikai USS Curtiss (AV-4) repülőgép-anyahajó 1940-ben.

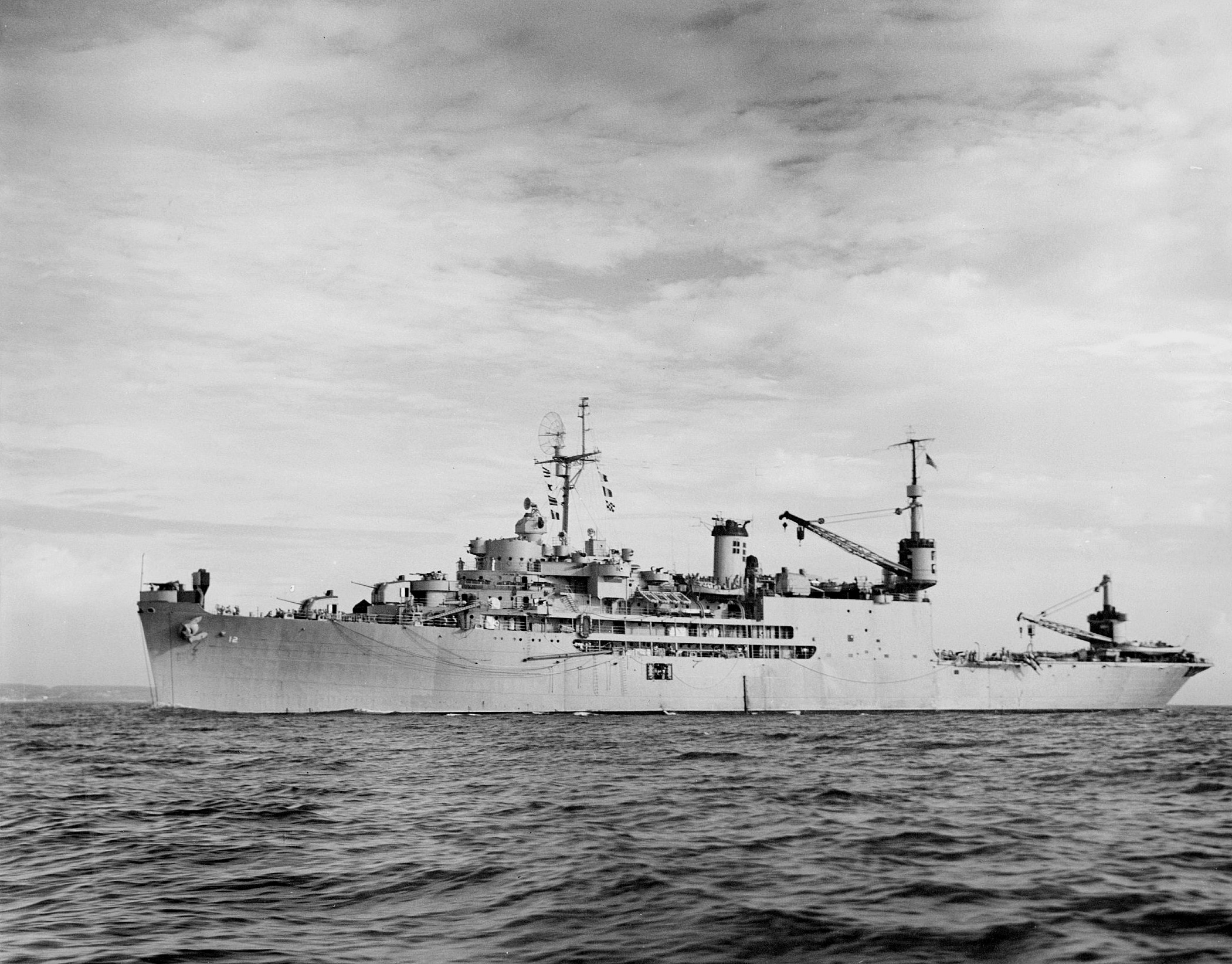
A 14 000 tonnás USS Pine Island (AV-12) amerikai repülőgép-anyahajó az 1940-es évek végén.

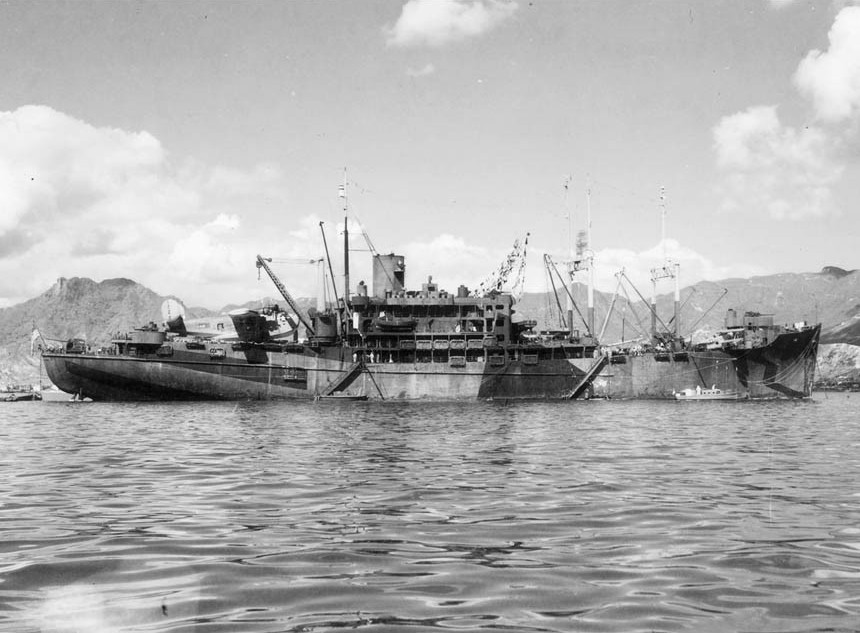
A 8510 tonnás USS Kenneth Whiting (AV-14) amerikai repülőgép-anyahajó.

## Repülőgép-anyahajók országonként
- HMAS Albatross (1928) – Ausztrália (1928–1933)
- Dédalo (1922) – Spanyolország
- Zmaj (1929) – Jugoszlávia

### Egyesült Királyság
- HMS Ben-my-chree
- HMS Engadine
- HMS Campania
- HMS Ark Royal, később Pegasus (1914–1939)
- HMS Riviera (1914–1919)
- Empress (1914–1919)
- HMS Raven II
- HMS Anne (1915)
- HMS M2 – tengeralattjáró (1928–1932)
- Hermes (1913–1914)
- HMS Vindex (1915)
- HMS Manxman (1916)
- HMS Pegasus (1917)

### Franciaország
- Foudre – Az első anyahajó, amely szolgálatba állt a Földön.
- Commandant Teste

### Japán
- Vakamija (1913) – Japán első repülőgép-anyahajója, eredetileg a brit építésű Lethington orosz teherhajó, 1905-ben zsákmányolták. Ezt követően neve Takaszaki-Maru, majd Vakamija-Maru lett.
- Notoro (1920) – Siretoku osztályú flotta-olajszállító (1920-tól), 1924-ben átépítve repülőgép-anyahajóvá. 1942-ben visszaépítették tankerré.
- Kamoi – Az 1932. január 28-i incidensre átépítették anyahajóvá.
- Akicusima (1941) – Osztálynak készült.
  - Csihaja – Az Akicusima második hajója lett volna, de 1942-ben leállították, később szétvágták.

### Olaszország
- Giuseppe Miraglia (1923)
- Europa (teherhajó) (1895)

### Svédország
- HswMS Jacob Bagge
- HswMS Dristigheten
- HswMS Gotland (1933)

### USA
- USS Langley (CV-1) az USA első repülőgép-hordozója, 1937-ben építették át anyahajóvá, 1942. február 27-én japán rajtaütés során megsérül, majd rombolói torpedókkal elsüllyesztik
- USS Mississippi 1914–1941. április 23. (görögországi csata)

- Curtiss osztály
  - USS Curtiss (1940–1963)
  - USS Albemarle (1940–1973)

- USS Tangier teherszállító hajó, 1941-től anyahajó (1941–1961)

- Currituck osztály
  - USS Currituck (1943–1967)
  - USS Norton Sound (1943–1986)
  - USS Pine Island (1944–1967)
  - USS Salisbury Sound (1944–1967)

- Kenneth Whiting osztály
  - USS Kenneth Whiting (1944–1958)
  - USS Hamlin (1944–1947)
  - USS St George (1944–1946) eladva az Olasz Haditengerészetnek: Andrea Bafile (A5314)
  - USS Cumberland Sound (1944–1947)

- Barnegat osztály
  - USS Barnegat (1941–1946)
  - USS Biscayne (1941–1946)
  - USS Casco (1941–1947)
  - USS Mackinac (1941–1947)
  - USS Hunboldt (1941–1947)
  - USS Matagorda (1941–1946)
  - USS Abescon (1942–1947)
  - USS Chincoteague (1942–1946)
  - USS Coos Bay (1942–1946)
  - USS Half Moon (1942–1946)
  - USS Mobjack (1942–1946)
  - USS Oyster Bay (1942–1946)
  - USS Rockaway (1942–1946)
  - USS San Pablo (1942–1969)
  - USS Unimak (1942–1946)
  - USS Yakutat (1943–1946)
  - USS Barataria (1943–1946)
  - USS Bering Strait (1944–1946)
  - USS Castle Rock (1944–1946)
  - USS Cook Inlet (1944–1946)
  - USS Corson (1944–1956)
  - USS Duxbury Bay (1944–1966)
  - USS Gardiners Bay (1944–1958)
  - USS Floyds Bay (1945–1960)
  - USS Greenwich Bay (1945–1966)
  - USS Hatteras (AVP-42) – 1943. április 22-én törölték
  - USS Hempstead (AVP-43) – 1943. április 22-én törölték
  - USS Kamishak (AVP-44) – 1943. április 22-én törölték
  - USS Magothy (AVP-45) – 1943. április 22-én törölték
  - USS Matanzas (AVP-46) – 1943. április 29-én törölték
  - USS Metomkin (AVP-47) – 1943. április 29-én törölték
  - USS Onslow (1942–1960)
  - USS Orca (1942–1960)
  - USS Rehoboth (1942–1970)
  - USS San Carlos (1942–1947)
  - USS Shelikof (1944–1954)
  - USS Suisin (1943–1955)
  - USS Timbalier (1943–1954)
  - USS Valcour (1943–1973)
  - USS Wachapreague (1943–1946)
  - USS Willougby (1943–1946)